# ریچبورو (پنسیلوانیا)
ریچبورو (به انگلیسی: Richboro) یک منطقهٔ مسکونی در ایالات متحده آمریکا است که در پنسیلوانیا واقع شده‌است. ریچبورو ۶٬۵۶۳ نفر جمعیت دارد.